# Дале, Гунн-Рита
Гунн-Рита Дале, в замужестве Флешо, также иногда ошибочно Гунн-Рита Дале Флесьо, Гунн-Рита Дале Флесьё, Гунн-Рита Дале Флесья (норв. Gunn-Rita Dahle Flesjå, род. 10 февраля 1973, Ставангер, Ругаланн) — норвежская профессиональная велогонщица международного класса. Её основная специализация — маунтинбайк и соревнования в кросс-кантри. Она активно выступала с 1990-х по 2010-е годы, а в конце 2018 года ушла из спорта.
Она является самой успешной гонщицей в своей дисциплине. В олимпийском кроссе она является четырёхкратной чемпионкой мира (рекорд равен Полин Ферран-Прево) и шестикратной чемпионкой Европы (рекорд). Она была олимпийской чемпионкой в 2004 году. В Кубке мира она четыре раза побеждала в общем зачёте (рекорд) и является рекордсменкой по количеству выигранных этапов с 30 победами в течение сезонов с 1996 по 2018 годы. Она выигрывала норвежский чемпионат рекордные 14 раз. В кросс-марафоне она является шестикратной чемпионкой мира (рекорд) и трёхкратной чемпионкой Европы (рекорд равен Пиа Сундстедт и Эстер Зюсс).

## Карьера

### Дебют
Гунн-Рита Дале родилась 10 февраля 1973 года в Ставангере, портовом городе на юго-западе Норвегии. В юности она занималась беговыми лыжами, но никогда не выступала на национальном уровне. Она открыла для себя горный велосипед и кросс-кантри в возрасте 22 лет во время тренировочной поездки с друзьями в апреле 1995 года. Ей сразу же понравился горный велосипед, и вскоре она начала участвовать в соревнованиях. В 1995 году она стала чемпионкой Норвегии, а три месяца спустя — чемпионкой Северной Европы. В сентябре 1995 года она заняла третье место в своей первой гонке Кубка мира в Плимуте.

### 1996
В 1996 году она присоединилась к команде American Eagle, где оставалась в течение трех сезонов. Она заняла второе место в общем зачёте Кубка мира, выиграв этап в Кристиансанне (Норвегия), и финальный этап на Гавайях. В этом году она также стала чемпионкой Северной Европы в Финляндии. Маунтинбайк впервые стал олимпийской дисциплиной на Олимпийских играх в Атланте. Дале заняла четвёртое место в олимпийской гонке, которую выиграла Паола Пеццо. Всё это поставило её в центр внимания норвежских СМИ.

### 1997
Сезон 1997 года был испорчен вирусным заболеванием Дале. Летом Дале участвовала в гонках очень мало и закончила сезон в сентябре на чемпионате мира, заняв 8-е место.

### 1998
В 1998 году Гунн-Рита выиграла этап Кубка мира в Санкт-Венделе (Германия), и в Бромоне (Канада), заняв 4-е место в общем зачёте. Она завоевала серебряную медаль на чемпионате мира в Канаде и чемпионате Европы в Бельгии. Гунн-Рита подписывает контракт с DBS, небольшим норвежским производителем велосипедов, который раньше располагался в Саннесе, где жила Гунн-Рита. DBS был одним из основных брендов на скандинавском рынке и являлся главным спонсором норвежских национальных команд по велоспорту. На шоссе Гунн-Рита выиграла один из этапов женского «Тур де Франс» и заняла 8-е место на чемпионате мира в шоссейной групповой гонке.

### 1999
В 1999 году она присоединилась к команде DBS, где оставалась в течение трёх сезонов. Она выиграла гонку Кубка мира в Канморе (Канада) и заняла второе место в общем зачёте, уступив канадке Элисон Сидор. Гунн-Рита входила в пятёрку лучших в каждой гонке Кубка мира в этом году.

### 2000—2001: жертва перетренировки
В рамках подготовки к Олимпийским играм она провела две недели в барокамере, которая имитирует воздействие высоты над уровнем моря. Эта программа полностью истощила её, и в 2000 году она практически не участвовала в гонках, страдая от последствий перетренированности.
Она заняла 10-е место в первой гонке Кубка мира сезона 2000 года в марте в Напа-Вэлли (США), но затем, страдая от перетренировки, не участвовала в оставшихся 7 гонках. Она пыталась вернуться в форму к Олимпийским играм в Сиднее в сентябре, но безуспешно. 23 сентября она не участвовала в олимпийской гонке, которую выиграла Паола Пеццо.
Весной 2001 года тренером Гунн-Риты стал Кеннет Флешо. Он помог ей начать с нуля и постепенно восстановиться. Флешо пришлось адаптировать программу тренировок в соответствии с тем, как организм Гунн-Риты реагировал на нагрузки.
В Кубке мира 2001 года в начале сезона Дале не заработала очков, но затем её результаты улучшились, включая 4-е место на шестом этапе в Лезене в августе. В конце августа она заняла 29-е место в общем зачёте, который выиграла Барбара Блаттер.
В сентябре 2001 года на чемпионате мира в Вейле Гунн-Рита выиграла гонку на последнем круге, но прокол разрушил её шансы на подиум, и она сошла с дистанции.
Из-за отсутствия результатов на протяжении почти двух сезонов, было трудно получить новый контракт для Гунн-Риты. В итоге она подписала годичный контракт с небольшой немецкой командой под названием Merida International. В то время денег было немного, но ей давали хорошие премии. Сабина Шпиц и Ирина Калентьева в то время также были зарегистрированы в команде «Мерида». Это была небольшая команда, но она дала Гунн-Рите шанс, в котором она нуждалась. Кеннет Флешо и Гунн-Рита знали, что могут выиграть больше. Гунн-Рита все ещё находилась под воздействием перетренированности и была ещё слаба, поэтому она не могла быть слишком требовательной.

### 2002: первый титул чемпиона мира
В 2002 году она присоединилась к команде Merida, где оставалась до конца своей карьеры.
В июле она заняла второе место на чемпионате Европы по кросс-кантри марафону в австрийском регионе Зальцкаммергут, который выиграла Андреа Хузер за 5 ч 1 мин 28 сек.
В начале августа в Цюрихе Дале завоевала свой первый титул чемпионки Европы в кросс-кантри с результатом 1 ч 42 мин 05 сек, опередив Лоуренс Лебуше и Сабину Шпиц.
Через месяц, 1 сентября, в Капруне (Австрия) она впервые стала чемпионкой мира по кросс-кантри с результатом 2 ч 14 мин 5 сек, опередив Анну Шафранец и Сабину Шпиц.
2002 год стал периодом в карьере Гунн-Риты с наибольшим количеством побед. Тем не менее, в начале 2002 года Кеннет и Гунн-Рита всерьёз обсуждали возможность прекратить заниматься велоспортом и заняться чем-то совершенно другим. Потрясающие результаты этого года доказывают, что они не зря упорствовали. Благодаря такому эффектному возвращению, несколько команд проявили интерес к привлечению Гунн-Риты, но она решила остаться с командой «Мерида», которая была единственной, кто поддерживал её в начале 2002 года, и она продлила свой контракт с командой «Мерида» на 3 года.

### 2003: первый Кубок мира
В 2003 году Дале впервые выиграла общий зачёт Кубка мира, опередив Сабину Шпиц и Ирину Калентьеву, выиграв все пять гонок сезона.
В августе она сохранила свой титул чемпиона Европы в Граце (Австрия), выиграв гонку за 1 час 41 минуту 57 секунд, опередив Ирину Калентьеву и Маргариту Фуллану.
В сентябре на чемпионате мира в Лугано (Швейцария), хотя она была фаворитом после победы на первых четырёх этапах Кубка мира, она получила два прокола в начале гонки и потеряла все шансы на победу, финишировав 23-й, более чем на 14 минут отстав от победительницы, Сабины Шпиц.

### 2004: Олимпийский чемпион, чемпион мира и Европы
В мае она легко выиграла предолимпийскую гонку в Афинах за 1 час 57 минут 37 сек, опередив Магдалену Садлецкую и Элисон Сидор. После гонки она объявила, что нацелена на победу в олимпийских соревнованиях в августе на той же дистанции.
11 июля в Бад-Гойзерне (Австрия) она приехала тренироваться к Олимпийским играм и легко выиграла чемпионат мира по майнтинбайн-марафону, опередив почти на 20 минут Ирину Калентьеву и Блазу Клеменчич.
1 августа она в третий раз подряд выиграла чемпионат Европы, победив в гонке за 1 ч 35 мин 41 сек, опередив Майю Влощовскую и Сабину Шпиц.
27 августа она стала олимпийской чемпионкой за 1 ч 56 мин 51 сек, опередив Мари-Элен Премон чуть менее чем на минуту, а Сабину Шпиц — более чем на две минуты. Она оторвалась в одиночку с первого круга, и её никто не догнал. Её преимущество на финише могло быть ещё больше, если бы она не перекрутила задний переключатель и упала на полпути гонки, что привело к соскакиванию цепи и вынудило её толкать велосипед на крутых подъёмах.
12 сентября она стала чемпионкой мира в Ле-Же (Франция) за 2 ч 2 мин 12 сек, опередив Майю Влощовскую и Элисон Сидор. Таким образом, она стала первой женщиной, которая в один и тот же год выиграла три крупнейших соревнования: Олимпийские игры, чемпионат мира и Кубок мира.
Она во второй раз выиграла общий зачёт Кубка мира по маунтинбайку, опередив Мари-Элен Премон и Аннабеллу Строппаро, выиграв шесть из семи этапов сезона.

### 2005: третий Кубок мира
Она выиграла общий зачёт Кубка мира в третий раз подряд, победив в шести из восьми гонок сезона (Мадрид, Хуфализ, Виллинген, Балнеарио Камбориу, курорт Эйнджел-Фаер и Форт Уильям) и дважды заняв второе место (Спа-Франкоршам и Мон-Сент-Анн).
31 июля она в четвёртый раз подряд завоевала титул чемпионки Европы по кросс-кантри, выиграв гонку за 1 ч 57 мин 8 с, опередив Майю Влощовскую и Маргариту Фуллану.
20 августа она стала чемпионкой мира в кросс-кантри марафоне с результатом 4 ч 5 мин 18 с, опередив Блажу Клеменчич и Петру Хензи.
4 сентября она легко завоевала свой третий титул чемпионки мира в кросс-кантри с результатом 1 ч 47 мин 19 с, более чем на 2 минуты опередив Майю Влощовскую и Петру Хензи.
15 октября она вышла замуж за своего тренера, Кеннета Флешо, в Ставангере (Норвегия).
Она вновь подписала контракт на три года с командой «Мерида» и планировала завершить свою карьеру в 2008 году.

### 2006: четвёртый Кубок мира
Дале снова выиграла общий зачёт Кубка мира, опередив Мари-Элен Премон и Сабину Шпиц, победив в первых трёх этапах.
На чемпионате Европы 23 июля в Тамбре (Италия) она выиграла марафонский кросс с результатом 3 ч 35 мин 11 с, опередив Пию Сундштедт и Долорес Мехлер-Рупп, а 30 июля в Кьес-д'Альпаго (Италия) она завоевала серебряную медаль в олимпийской гонке кросс-кантри, уступив Маргарите Фуллане, которая победила с результатом 1 ч 41 мин 37 с.
13 августа она стала чемпионкой мира по маунтинбайк-марафону в Ойсансе (Франция), с результатом 4 ч 25 мин 9 с, опередив Петру Хензи и Элсбет Винк.
27 августа она стала чемпионкой мира в олимпийском кросс-кантри в Роторуа (Новая Зеландия), опередив Ирину Калентьеву и Мари-Элен Премон с результатом 1 час 55 минут 20 секунд.

### 2007
В 2007 году Дале потерпела неудачу из-за вируса, поразившего пищеварительную систему. Она заняла лишь 21-е место в общем зачёте Кубка мира, заняв 2-е место на первом этапе в Уффализе и 3-е место на втором этапе в Оффенбурге.

### 2008
В 2008 году Дале постепенно восстановила свою форму, но не уровень 2006 года. В апреле она заняла 6-е место в первой гонке Кубка мира в Уффализе и, ослабленная простудой, быстро сошла с дистанции во второй гонке в Оффенбурге. В мае она выиграла третью гонку Кубка мира в Мадриде, опередив на одну секунду Мари-Элен Премон, единственную гонку, которую она выиграла в этом сезоне, и заняла 12-е место в общем зачёте.
В июне она заняла лишь 7-е место на чемпионате мира по маунтинбайку и триалу, но в июле выиграла марафон на чемпионате мира. 23 августа она сошла с дистанции на Олимпийских играх в Пекине на четвёртом круге из-за аварии, в результате которой сломалась тормозная ручка.

### 2009—2011: материнство и возвращение на высший уровень
В марте 2009 года она родила сына, которого назвали Бьорнар. В 2010 году она заняла второе место в марафоне на чемпионате Европы, уступив Эстер Зюсс. Два года спустя, в возрасте 38 лет, она вернулась на высший уровень, завоевав титул чемпионки Европы 2011 года, опередив Майю Влощовскую и Таню Жакель. Она заняла 7-е место в общем зачёте Кубка мира 2011 года, который выиграла Жюли Брессе.

### 2012
В 2012 году в Кубке мира она выиграла четвёртый этап в Ла-Брессе и седьмой и последний этап в Валь-д'Изере, заняв второе место в общем зачёте, уступив Катарине Пендрель. В июне она сохранила свой титул чемпионки Европы, выиграв гонку, опередив Эстер Зюсс и Сабину Шпиц. В сентябре она заняла второе место на чемпионате мира в кросс-кантри, который выиграла Жюли Брессе, а в октябре она также заняла второе место на чемпионате мира по марафонскому кроссу, который выиграла Анника Лангвад. На Олимпийских играх в августе она упала на первом осыпном склоне в скоростном спуске, а затем получила прокол, из-за которого была вынуждена сойти с дистанции; титул выиграла Жюли Брессе.

### 2013
В июне она стала чемпионкой мира в марафонском кроссе в Кирхберге (Австрия), опередив Салли Бигем и Эстер Зюсс. В августе она заняла лишь 8-е место на чемпионате мира в кросс-кантри в Питермарицбурге (ЮАР), который выиграла Жюли Брессе. Она заняла 9-е место в общем зачёте Кубка мира, который выиграла Таня Жакель.

### 2014
На Кубке мира она заняла вторые места на трёх этапах (Питермарицбург, Альбштадт и Мерибель) и одно третье (Нове-Место) и заняла шестое место в общем зачёте, которое выиграла Йоланда Нефф.
В сентябре она заняла 9-е место на чемпионате мира по кросс-кантри в Хафьелле (Норвегия), который выиграла Катарина Пендрель.

### 2015: Дале побила рекорд по количеству побед на Кубке мира
В июне она в шестой раз выиграла чемпионат мира по маунтинбайку в Валь-Гардене (Италия), опередив Аннику Лангвад и Сабину Шпиц (рекордное количество побед). Она заняла второе место в общем зачёте Кубка мира, который выиграла Иоланда Нефф, и победила на третьем этапе в июле в Ленцерхайде, опередив Леа Дэвисон и Катарину Пендрель. Это была её 29-я победа на Кубке мира, побив рекорд американки Джулианы Фуртадо (28), принадлежавший ей с 1990-х годов. В сентябре она заняла четвёртое место на чемпионате мира по кросс-кантри в Вальнорде (Андорра), который выиграла Полин Ферран-Прево.

### 2016
Она заняла 5-е место в общем зачёте Кубка мира, который выиграла Катарина Пендрель.

### 2017
Она заняла 6-е место в общем зачёте Кубка мира, который выиграла Яна Беломоина.

### 2018: завершение карьеры
Она заняла девятое место в общем зачёте Кубка мира, которое выиграла Йоланда Нефф, и победила на пятом этапе в Вальнорде, опередив Йоланду Нефф и Эмили Бэтти, установив новый рекорд — 30 побед в Кубке мира среди женщин. Она завершила свою спортивную карьеру в конце 2018 года.

## Достижения

### Олимпийские игры
| Игры                | Кросс-кантри      |
| Атланта 1996        | 4-я               |
| Сидней 2000         | —                 |
| Афины 2004          | 1-я               |
| Пекин 2008          | Сошла с дистанции |
| Лондон 2012         | Сошла с дистанции |
| Рио-де-Жанейро 2016 | 10-я              |

### Чемпионаты мира и Европы
|      | Чемпионаты мира | Чемпионаты мира      | Чемпионаты Европы | Чемпионаты Европы    |
| Год  | Кросс-кантри    | Кросс-кантри марафон | Кросс-кантри      | Кросс-кантри марафон |
| 1996 | 10-я            |                      |                   |                      |
| 1997 | 8-я             |                      |                   |                      |
| 1998 | 2-я             | 2-я                  |                   |                      |
| 1999 | —               |                      |                   |                      |
| 2000 | —               |                      |                   |                      |
| 2001 | сошла           |                      |                   |                      |
| 2002 | 1-я             | 1-я                  | 2-я               |                      |
| 2003 | 23-я            | —                    | 1-я               | 2-я                  |
| 2004 | 1-я             | 1-я                  | 1-я               |                      |
| 2005 | 1-я             | 1-я                  | 1-я               |                      |
| 2006 | 1-я             | 1-я                  | 2-я               | 1-я                  |
| 2007 | —               | —                    |                   |                      |
| 2008 | 7-я             | 1-я                  |                   |                      |
| 2009 | —               | 13-я                 |                   | 1-я                  |
| 2010 | 18-я            | 6-я                  |                   | 2-я                  |
| 2011 | 6-я             | 7-я                  | 1-я               |                      |
| 2012 | 2-я             | 2-я                  | 1-я               | —                    |
| 2013 | 8-я             | 1-я                  | —                 | —                    |
| 2014 | 9-я             | —                    | 14-я              | —                    |
| 2015 | 4-я             | 1-я                  | 6-я               | 4-я                  |
| 2016 | сошла           | —                    | 10-я              | —                    |
| 2017 | 13-я            | 3-я                  | 3-я               | —                    |
| 2018 | 9-я             | 4-я                  | 13-я              | 1-я                  |

### Кубок мира
Кубок мира по кросс-кантри (4)
- 2-я в 1996[фр.] (2 этапа)
- 29-я в 1997[фр.]
- 4-я в 1998[фр.] (2 этапа)
- 2-я в 1999[фр.] (1 этап)
- 72-я в 2000[фр.]
- 29-я в 2001[фр.]
- 11-я в 2002[фр.]
- 1-я в 2003[фр.] (5 этапов)
- 1-я в 2004[фр.] (6 этапов)
- 1-я в 2005[фр.] (6 этапов)
- 1-я в 2006[фр.] (3 этапа)
- 21-я в 2007[фр.]
- 12-я в 2008[фр.] (1 этап)
- Не участвовала в 2009[фр.]
- 45-я в 2010[фр.]
- 7-я в 2011[фр.]
- 2-я в 2012[фр.] (2 этапа)
- 9-я в 2013[фр.]
- 6-я в 2014
- 2-я в 2015[фр.] (1 этап)
- 5-я в 2016
- 6-я в 2017[фр.]
- 9-я в 2018[фр.] (1 этап)

### Норвежские чемпионаты
- Чемпионат Норвегии по маунтинбайку[фр.][66] (14): 1995, 1997, 1998, 1999, 2001, 2004, 2005, 2009, 2011, 2013, 2014, 2015, 2017, 2018

## Награды
- Зал славы Европейского велосипедного союза[67]